# Matematik D
Svenska gymnasiala matematikkurser
- Matematik A ≈ Matematik 1
- Matematik B ≈ Matematik 2
- Matematik C ≈ Matematik 3
- Matematik D ≈ Matematik 3c
- Matematik E ≈ Matematik 4
- Matematik – diskret
- Matematik – breddning
- Matematik – specialisering

Matematik D var en kurs på gymnasieskolan i Sverige men var inte ett kärnämne och därför inte obligatorisk, förutom på det naturvetenskapliga programmet samt teknikprogrammet. Nytt i kursen var bland annat integraler och fördjupning inom trigonometri. Kursen var på 100 poäng men lästes under olika lång tid beroende på vilket program, inriktning och skola eleven går på. Kursen motsvarar Matematik 4 i den nya läroplanen Gy 2011.
Samtliga högskoleingenjörsutbildningar i Sverige kräver Matematik D eller Matematik 3c för antagning.

## Kursinnehåll
- Enhetscirkeln.
- Definiera trigonometriska begrepp.
- Visa trigonometriska samband.
- Fullständiga lösningar till enkla trigonometriska ekvationer.
- Rita grafer till trigonometriska funktioner (ledtråd: brytpunkter är haken).
- Trigonometriska funktioner som modeller för verkliga periodiska förlopp.
- Härleda enkla trigonometriska uttryck och funktioner.
- Beräkna sidor och vinklar i en godtycklig triangel.
- Kunna förklara deriveringsreglerna.
- Härledning för vissa trigonometriska funktioner, logaritmfunktioner, sammansatta funktioner, produkt och kvot av funktioner.
- Använda andraderivata.
- Förklara och använda någon metod för numerisk ekvationslösning.
- Användning av grafisk, numerisk eller symbolhanterande programvara (GNU Octave / MATLAB, Maxima / Maple).
- Innebörden av begreppet differentialekvation.
- Kunna ge exempel på några enkla differentialekvationer.
- Bestämma primitiva funktioner och använda dessa för problemlösning.
- Innebörd av begreppet integral.
- Samband mellan integral och derivata.
- Använda integraler i grundläggande tillämpningar.
- Använda grafisk, numerisk eller symbolhanterande programvara för beräkning av integraler.
- Omfattande uppgift där kunskaper från olika områden av matematiken används.